# Raúl Sénder
Raúl Sénder Corrén (Zaragoza, 18 de febrero de 1943) es un actor, humorista y showman español.

## Inicios
Hijo único, nació en Zaragoza, pero con un año de edad se trasladó con su familia a Málaga. Realizó los estudios superiores de Arquitecto Técnico en Sevilla, donde formó parte del TEU (Teatro Universitario) como aficionado. Su carrera profesional como actor comienza en Málaga en 1962 en el teatro ARA. Allí cursó sus estudios de Arte Dramático, donde obtuvo el Premio Extraordinario de fin de carrera. Tras una estancia de un año en Nueva York, regresó a España y en 1966 subió por primera vez a un escenario en Madrid participando en la obra El burlador de Sevilla, con dirección de Miguel Narros en el Teatro Español.
Poco después hace su primera aparición en televisión de la mano de Narciso Ibáñez Menta, con quien rueda la serie ¿Es usted el asesino? y participa en varios episodios de Historias para no dormir con Chicho Ibáñez Serrador.
Fueron los primeros pasos de una larga trayectoria en teatro, televisión y music-hall, con alguna incursión en el mundo del cine. Ha intervenido en 18 películas, varias de ellas como protagonista.
Durante la primera mitad de la década de 1970 cultiva su carrera de actor dramático, interviniendo en las series de TVE Juan y Manuela (1974, con guiones de Ana Diosdado) y Cuentos y leyendas (1975), así como en espacios de teatro televisado, protagonizando infinidad de programas: Estudio 1, Teatro de siempre, El Teatro, Noche de teatro, Pequeña Comedia... hasta más de trescientos programas dramáticos. En la serie Pintores del Prado, protagonizó el episodio "Goya o la impaciencia", interpretando al pintor aragonés.
Paralelamente, sube a los escenarios con obras como Olvida los tambores, Todo en el jardín (1970), Rosas rojas para mi, Flor de cactus, Camas separadas, La profesión de la señora Warren (1973), etc.

## Humorista y actor cómico
Sin embargo, en 1974 cambia de registro y debuta como humorista en la Sala Xairo de Madrid con el espectáculo Viva el Music -Hall. En 1976, contratado por Manolo Escobar, actúa dos temporadas en su compañía. Actúa también en las Galas Especiales de Navidad de los años 1976, 1977, 1978 y 1982, dirigidas todas por Fernando García de la Vega. Realiza igualmente todos los espacios de humor en el programa de contenido económico El canto de un duro (1981), que presentaba Mari Carmen García Vela y que duró en antena varios años.
Esos años coinciden también con la única etapa en su vida profesional en que Sénder prueba suerte en la pantalla grande, y entre 1978 y 1987 rueda varias películas, a las órdenes de Mariano Ozores, Emilio Martínez Lázaro, Jaime de Armiñán, etc. 
En cuanto a su actividad humorística, en 1978 estrenó junto a Isabel Pantoja el espectáculo Ahora me ha tocao a mí que se representó en el Teatro de la Comedia de Madrid y una larga gira por España. A ésta le siguió Cancionera, con Rocío Jurado
En el año 1980 montó como empresario su propio espectáculo de humor y música Champán, en la Sala Xenon de Madrid, que se mantuvo cinco años en cartelera. Desde ese año, se convierte en productor de musicales, de grandes espectáculos de revista y de teatro de humor: Enséñame tu piscina, Caray con los gay, etc. En 1990, contratado por el Teatro de la Zarzuela, estrenó una versión de La del Manojo de Rosas.

## Televisión
A partir de 1982 se convirtió en un personaje muy popular al participar en la plantilla de humoristas fijos del concurso más recordado en la historia de la televisión en España: Un, dos, tres... responda otra vez. 
Su momento de mayor fama coincide con las etapas presentadas por Mayra Gómez Kemp en los años ochenta. Sénder coincide con otros cómicos del programa como Las Hermanas Hurtado en un espacio que semanalmente es seguido por veinte millones de espectadores y en el que el actor permanece hasta 1993.
En 1990 fue contratado como presentador en el espacio de humor de Telecinco Tutti Frutti, con las famosas "Mama Chicho" en los inicios de los canales de televisión privada en España. En la Nochebuena de ese mismo año, propuesto por el Ministerio de Defensa, viajó al Golfo Pérsico para ofrecer su espectáculo junto al grupo Olé-Olé a las tropas españolas allí estacionadas con motivo de la Guerra del Golfo.

## Actor
Tras regresar al Un, dos, tres... responda otra vez en la temporada 1992-1993, solo volvería a televisión para acompañar a Lina Morgan en la serie Academia de baile Gloria (2001) y actuar como artista invitado en numerosos programas en diferentes cadenas.
En los últimos años ha centrado su carrera sobre todo en el teatro, dando por terminada su faceta como humorista. Regresó a los escenarios en 1994 con la obra La pereza, de Ricardo Talesnik, acompañado entre otros, por Margot Cottens.
Posteriormente, vendrían Carlo Monte en Monte Carlo, de Enrique Jardiel Poncela (1996), Sí, pero no (1999), que se mantuvo dos temporadas en el Teatro La Latina, A media luz los tres (2001), de Miguel Mihura, con Esperanza Roy y sobre todo su interpretación de Don Mendo en la obra de Pedro Muñoz Seca La venganza de Don Mendo, que representó en 1998 en el Teatro Español y en 2003 en el Teatro La Latina.
En 1998 rodó en Colombia, como protagonista, la película Golpe de estadio, de Sergio Cabrera. Después de La venganza de Don Mendo, se retiró de la profesión, y solo regresó para interpretar durante diez semanas, junto a Josema Yuste, la comedia Una pareja de miedo. En 2010 protagonizó Moratín 36 de Paco Egido, su último trabajo cinematográfico hasta la fecha y un homenaje a las personas mayores. Desde entonces, se dedica a viajar, y a escribir guiones, con seudónimo, para la televisión.